# Йохан Георг фон Кьонигсег-Аулендорф
Йохан Георг фон Кьонигсег-Аулендорф (на немски: Johann Georg Graf von Königsegg-Aulendorf; * ок. 1598/1604; † 11 февруари 1666, Инсбрук) от стария швабски благороднически род Кьонигсег, е имперски граф на Кьонигсег и Аулендорф. Кьонигсег днес е част от Гугенхаузен в Баден-Вюртемберг.

## Биография
Той е най-малкият син (осмото дете) на фрайхер Йохан Георг фон Кьонигсег († 29 август 1622) и първата му съпруга Кунигунда фон Валдбург фон Волфег-Цайл († 24 ноември 1604), дъщеря на граф Якоб V фон Валдбург-Волфег-Цайл (1546 – 1589) и графиня Йохана фон Цимерн-Мескирх (1548 – 1613). Баща му се жени втори път на 6 ноември 1606 г. за Йохана фон Еберщайн († 1633), вдовица на граф Айтел Фридрих IV фон Хоенцолерн-Хехинген (1545 – 1605), дъщеря на граф Филип II фон Еберщайн (1523 – 1589). Бракът е бездетен.
Йохан Георг и брат му Хуго фон Кьонигсег-Ротенфелс (1596 – 1666) са издигнати на имперски графове през 1629 г. от император Фердинанд II.
Георг пътува след следването си. След това започва служба при ерцхерцог Фердинанд Карл, който го прави свой оберхофмайстер и фогт в Швабия. Йохан Георг е майордом и през 1662 г. първи министър на ерцхерцог Зигисмунд Франц Австрийски, граф на Тирол. Император Леополд I прави издигнатият вече граф Йохан Георг на президент на тайния съвет и щатхалтер на Тирол.
Той умира в Инсбрук на 11 февруари 1666 г. на 62 години.

## Фамилия
Йохан Георг се жени през ноември 1631 г. за графиня Елеонора фон Хоенемс (* 9 януари 1612; † 6 май 1675), дъщеря на граф Каспар фон Хоенемс, Галара, Фадуц, Шеленберг (1573 – 1640), и фрайин Елеонора Филипина фон Велшперг (1573 – 1614). Те имат 22 деца:
- Йохана Клаудия фон Кьонигсег (* 23 август 1632; † 28 ноември 1663), от 1648 до 1651 придворната дама на императрица Елеонора Гонзага, омъжена на 14 май 1651 г. във Виена за принц Йохан Франц Дезидератус фон Насау-Зиген, губернатор на Лимбург (* 28 юли 1627; † 17 декември 1699)
- Мария Елизабет фон Кьонигсег-Аулендорф (* 17 януари 1636, Инсбрук; † 22 декември 1658, Тинген), омъжена за граф Йохан Лудвиг II фон Зулц (* 23 октомври 1626; † 21 август 1687)
- Франц Антон фон Кьонигсег-Аулендорф (* 13 май 1638; † 1709, Залцбург)
- Антон Евзебиус фон Кьонигсег-Аулендорф (* 25 май 1639; † 1 юни 1692), женен I. 1662 г. за графиня Доротея Генофефа фон Турн († 17 април 1671), II. на 13 юли 1672 г. в Зигмаринген за графиня Анна Мария фон Хоенцолерн-Зигмаринген (* 26 август 1654, Зигмаринген; † 27 август 1678), III. 1679 г. за графиня Мария Анна Катарина фон Монфор († 29 ноември 1686 ?/13 декември 1686), IV. на 1 септември 1688 г. за графиня Кристина Луция фон Хоенлое-Бартенщайн (* 21 февруари 1663, Шилингсфюрст; † 20 юни 1713, Вюрцбург)
- Мария Моника фон Кьонигсег-Аулендорф (* 1644; † 17 декември 1713), омъжена 1661 г. за наследствения имперски трушес граф Йохан Хайнрих Ернст I фон Валдбург-Фридберг-Траухбург (* 1630; † 8 февруари 1687, Дюрментинген)
- Мария Катарина фон Кьонигсег-Аулендорф (* ок. 1645; † 11 януари 1680, Мадрид), омъжена 1664 г. за Паул Сикст V фон Траутзон, граф фон Фалкенщайн (* 27 февруари 1635, Виена; † 1678)
- Анна Елеонора фон Кьонигсег-Аулендорф (* ок. 1646; † 29 ноември 1715), омъжена на 25 февруари 1671 г. за граф Парис Георг Фугер-Кирхберг-Вайсенхорн (* 22 юни 1651; † 4 януари 1689, Кирхберг)
- Доминик Антон фон Кьонигсег-Аулендорф (* 4 август 1648)
- 14 деца фон Кьонигсег